# 태백교육도서관
태백교육도서관은 대한민국 강원특별자치도 태백시 소재의 도서관이다.

## 연혁
- 2016년 3월 1일 삼척교육문화관 태백분관으로 조직개편 (강원도교육규칙 제738호 2016.2.29.전부개정)
- 2013년 3월 1일 태백교육도서관으로 명칭변경
- 2003년 10월 21일 무선 초고속인터넷(NESPOT) 서비스 제공
- 2003년 10월 21일 디지털자료실 개실
- 2003년 10월 4일 도서관리프로그램 KOLASⅡ 사용
- 2001년 2월 20일 태백평생학습관 지정
- 1991년 12월 26일 개관
- 1991년 10월 12일 준공
- 1991년 3월 25일 설치조례 공포

## 시설현황
- 2층: 디지털자료실, 프로그램실, 사무실, 관장실, 열람실, 휴게 공간
- 1층: 종합자료실, 평생교육강좌실